# Casa Margenat
La Casa Margenat es un edificio de viviendas de la ciudad de Tortosa (Tarragona, España) protegida como Bien Cultural de Interés Local, en la comarca del Bajo Ebro.

## Arquitectura
Esta es una actuación unitaria que coge toda la manzana. En este frente se construyeron estos edificios para viviendas, de dos o tres pisos de altura, relacionados morfológicamente con la fábrica contigua, hoy en día desaparecida y sustituida por un edificio de pisos. La fachada mantiene una estructura neoclásica, propia del academicismo decimonónico, en una composición ordenada según esos verticales de vacíos generados por la repetición de los arcos rebajados de la planta baja, que presentan barandilla de forja en el primer piso y balcón en el segundo (y tercer) piso. El edificio está rematado con una cornisa y su terminación es de enlucido sin grandes motivos ornamentales.

## Historia

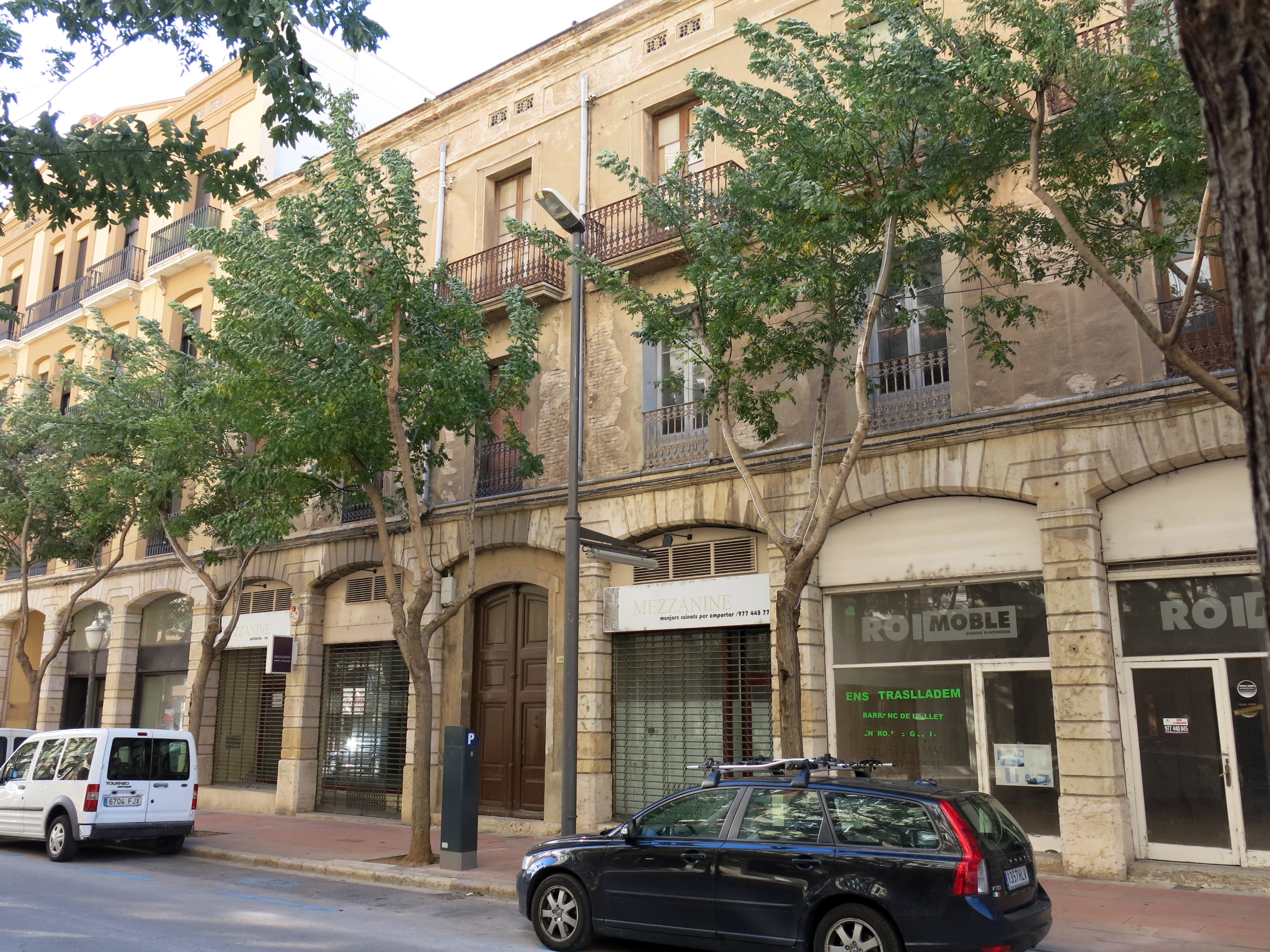
Detalle de la fachada que da a la calle de Cervantes, antigua calle de la Estación

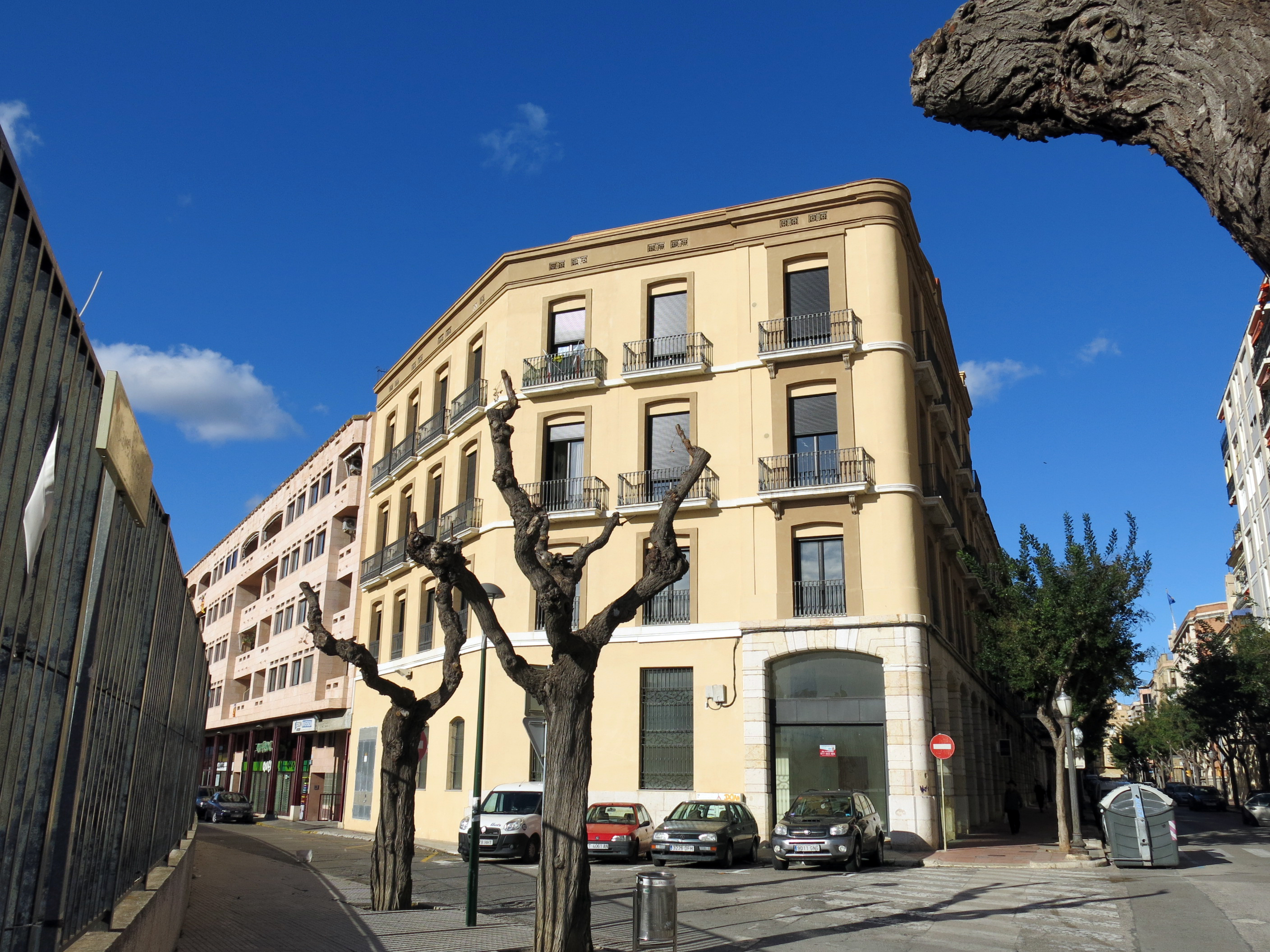
Fachada a la esquina de la ronda de Reos y la calle de Cervantes; a la izquierda, ante la vía del tren, el edificio contiguo a la Fábrica Margenat, que fue derruida

Esta es quizás una de las primeras actuaciones en el nuevo ensanche de la ciudad, relacionada con la formación de este, incluso anterior cronológicamente a la primera parcelación y condicionada por la llegada del ferrocarril a la ciudad. Ocupa el lado de una isla triangular, sobre la antigua calle de la Estación (hoy calle de Cervantes), una isla muy próxima a la entonces reciente estación del ferrocarril. Fue promovida por el mismo propietario de la fábrica de harinas de arroz contigua (Fábrica Margenat), datada el 1870, de características tipológicas muy parecidas; desgraciadamente, el complejo fabril fue derribado en 1990. Hay que situarla cronológicamente, por lo tanto, en la década de formación del ensanche, 1870-80, si bien anuncios aparecidos al diario local La Verdad acoten la construcción entre 1881 y 1887.